# Libanasidus
Libanasidus är ett släkte av insekter. Libanasidus ingår i familjen Anostostomatidae.
Kladogram enligt Catalogue of Life:
| Libanasidus | \| \| Libanasidus impicta \| \| \| \| \| \| Libanasidus vittatus \| \| \| \| |
|             | \| \| Libanasidus impicta \| \| \| \| \| \| Libanasidus vittatus \| \| \| \| |
|             | Libanasidus impicta                                                          |
|             |                                                                              |
|             | Libanasidus vittatus                                                         |
|             |                                                                              |

## Bildgalleri

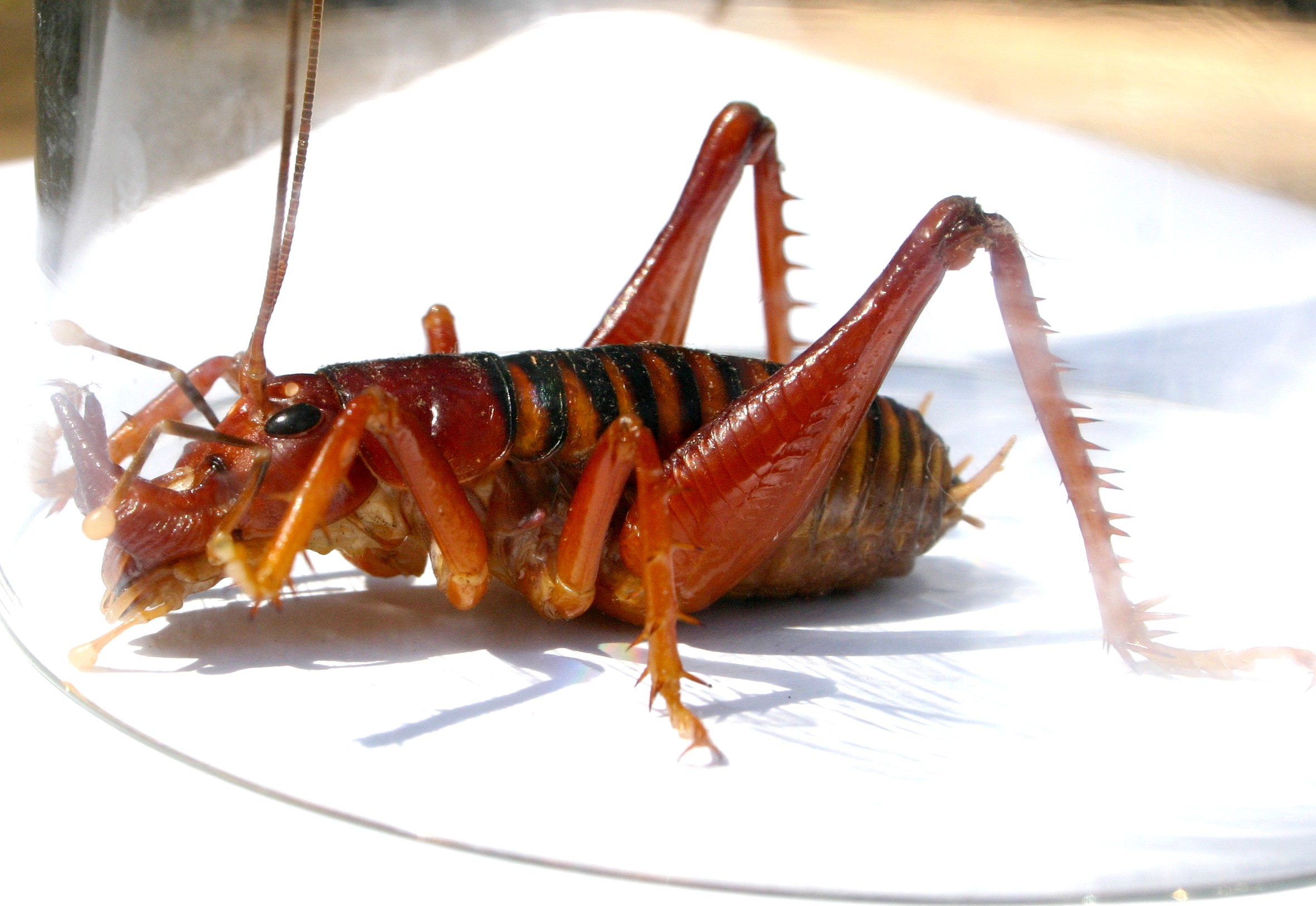
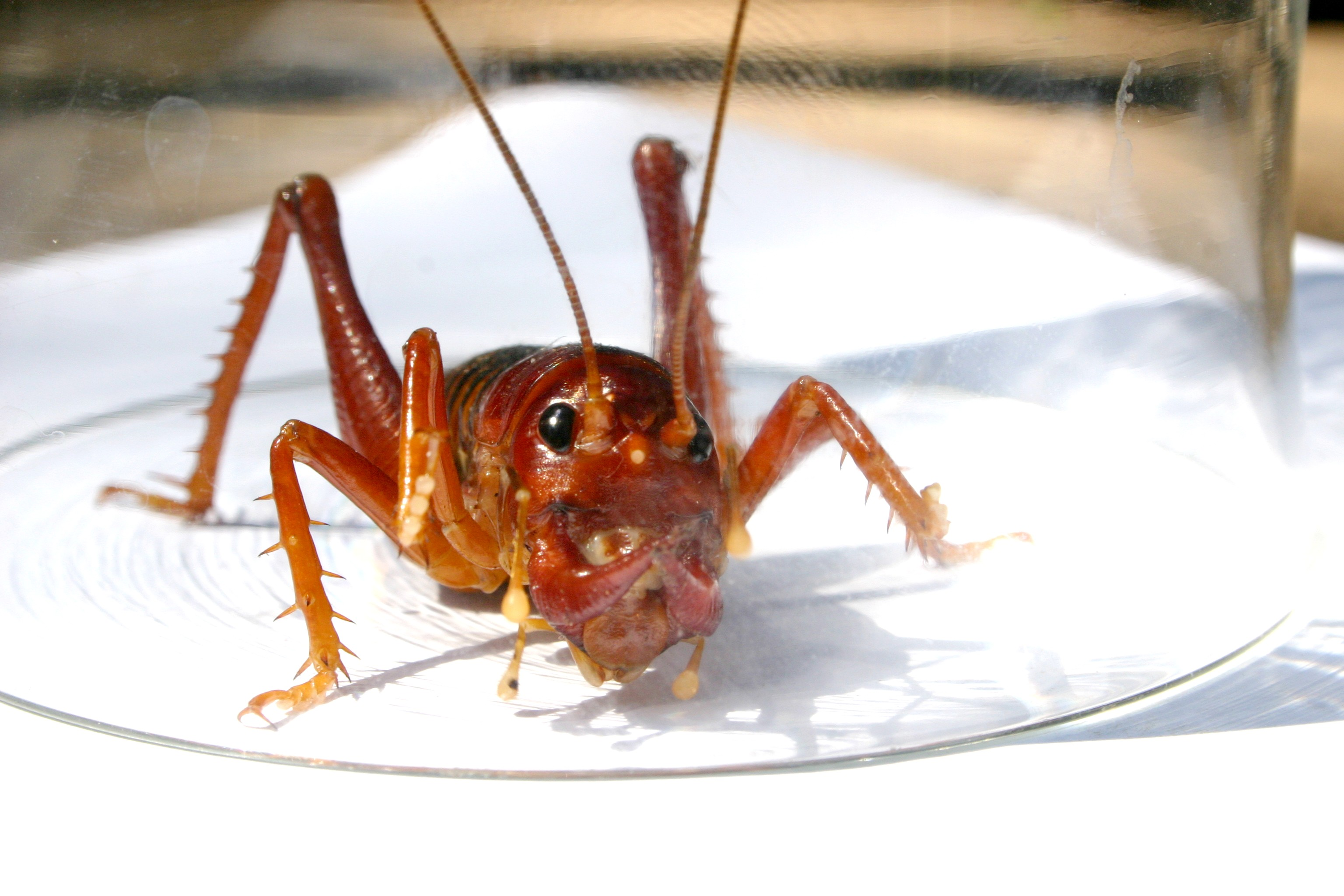
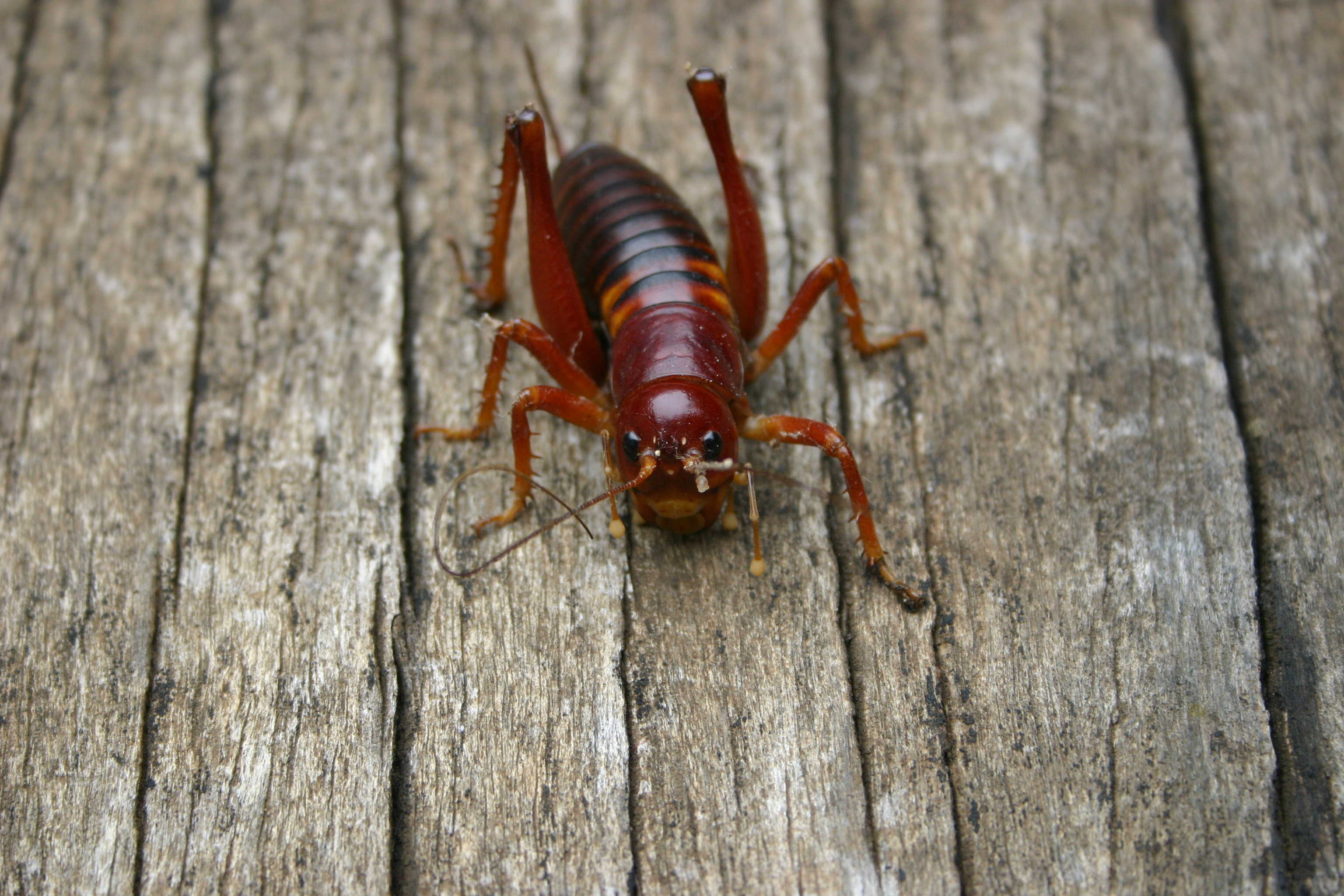